# Oxyomus aciculatus
Oxyomus aciculatus är en skalbaggsart som beskrevs av Schmidt 1909. Oxyomus aciculatus ingår i släktet Oxyomus och familjen Aphodiidae. Inga underarter finns listade i Catalogue of Life.